# آفتابه لگن

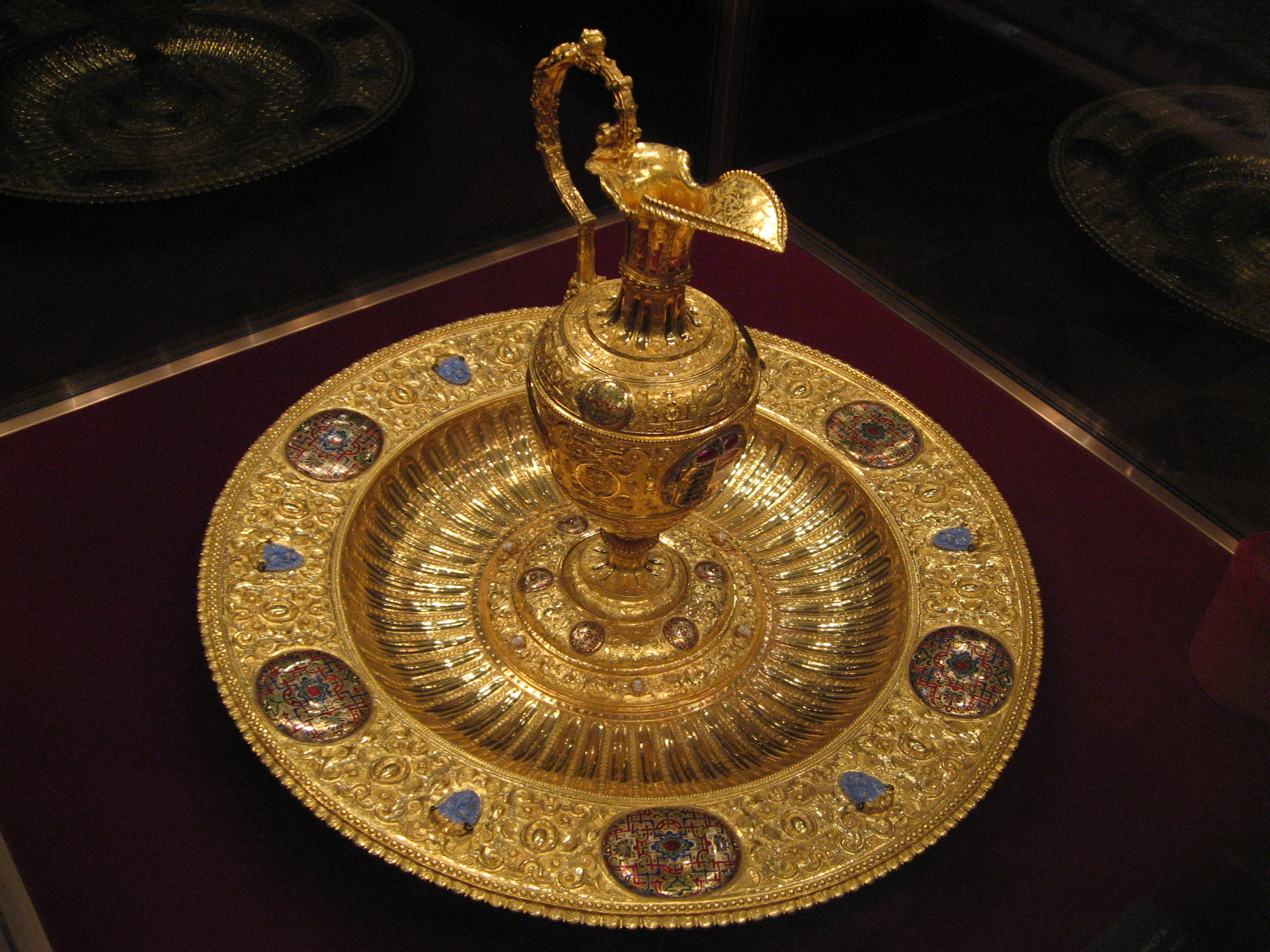
آفتابه لگن طلائی مخصوص غسل تعمید

آفتابه لگن (آفتابه و لگن) وسیله‌ای بوده که برای شستشوی دست و دهان قبل و بعد از خوردن غذا، کاربرد داشته‌است.

## کاربرد
در دوره قاجار نوکران آفتابه و لگن را همراه حوله سر سفره می‌آوردند و اشخاص قبل و بعد از غذا دست و دهان خود را می‌شستند. انواع مسی و برنجی و تزئینی آن برحسب توان مالی صاحب خانه ساخته می‌شد. از آفتابه برای شستن و از لگن برای جمع‌آوری آب زاید استفاده می‌شود. ضرب‌المثل معروف «آفتابه لگن هفت دست، شام و نهار هیچی» کنایه به وجود و اهمیت حواشی بیش از متن اشاره دارد.